# David Edwards (ciclista)
David Edwards (Alice Springs, 21 d'abril de 1993) és un ciclista australià. És un especialista en les proves en contrarellotge.

## Palmarès
- 2011
  -  Campió d'Austràlia júnior en contrarellotge
- 2015
  -  Campió d'Oceania sub-23 en ruta